# PGC 40338
LEDA/PGC 40338 ist eine elliptische Zwerggalaxie vom Hubble-Typ dE1 im Sternbild Jungfrau auf der Ekliptik. Sie ist schätzungsweise 64 Millionen Lichtjahre von der Milchstraße entfernt und zählt unter der Bezeichnung VCC 711 zum Virgo-Galaxienhaufen. 
Im gleichen Himmelsareal befinden sich u. a. die Galaxien NGC 4341, NGC 4342, NGC 4365, IC 3259 und IC 3267. 